# Serie A 1961/1962
Soutěžní ročník Serie A 1961/1962 byl 60. ročník nejvyšší italské fotbalové ligy a 30. ročník pod názvem Serie A. Konal se od 27. srpna 1961 do 15. dubna 1962 a skončila vítězstvím Milána, který získal titul po třech letech a získal tak již osmý titul.
Nejlepšími střelci se stali  italští fotbalisté José Altafini (Milán) a Aurelio Milani (Fiorentina). Oba vstřelili 22 branek.

## Události

### Před sezonou
Obhájci titulu z Juventusu se po 15 letech rozloučila z ikonou a legendou klubu Bonipertim, který se rozhodl ukončit kariéru. Odešli všichni brankáři z minulé sezony, ten nejznámější Mattrel odešel spolu s obráncem Burgnichem Palerma za brankáře Anzolina. Také odešel Cervato (SPAL). Přišel nový trenér Július Korostelev a z hostování se vrátil Garzena. Jejich největší soupeř z (Milána) měl opět nového trenéra, když přišel z Padovy Nereo Rocco. Nechal odejít Galliho (Udinese), Vernazzu (Vicenza) a klubovou legendu Liedholma (Řím). Naopak do týmu se po roce vrátil Danova (Turín). Také přišel Ghiggia (Řím), který vstřelil ve finále MS 1950 vítěznou branku. Největším příchodem byl za 80 000 liber anglický útočník Greaves (Chelsea) a také Pivatelli (Neapol). Greaves, ale zimě odešel za 99 999 liber (Tottenham) a místo něj byl koupen Brazilec Dino Sani (Boca Juniors).
Také městský rival Inter se posílil o útočníka z Anglie a byl jim Hitchens (Aston Villa), který stál 85 000 liber. Také přišel brankář Bugatti (Neapol), ale největší posilou byl za 152 000 liber (nejdražší přestup na světě do roku 1963) španělský střelec a vítěz ankety Zlatý míč 1960 Luis Suárez (Barcelona). Naopak po 4 letech odešel Angelillo (Řím), Firmani (Janov) Gratton (Lazio), který vydržel v týmu jen podzim. Druhý Turínský klub si pořídil z Anglické ligy skvělého střelce. Byl jím Skot Denis Law (Manchester City), který stál 110 000 liber. Také přišel za 75 000 liber Angličan Joe Baker (Hibernian). Kariéru ukončil Rino Ferrario i Miguel Montuori. Naopak první zápasy odchytal budoucí brankářská legenda Dino Zoff (Udinese)
Další změny byli: 
Arne Selmosson (Řím → Udinese), Dino da Costa (Řím → Atalanta), Bengt Gustavsson (Atalanta → Åtvidabergs), Emanuele Del Vecchio (Neapol → Padova), Aurelio Milani (Padova → Fiorentina), Piet Kruiver (PSV Eindhoven → Vicenza), Bora Kostić (Crvena zvezda → Vicenza), Angelo Sormani (Santos → Mantova), Anton Allemann (Young Boys → Mantova), Giuseppe Corradi (Janov → Mantova), Horst Szymaniak (Karlsruher → Catania), Horst Szymaniak (Karlsruher → Catania), Vujadin Boškov (Vojvodina → Sampdoria), Todor Veselinović (Vojvodina → Sampdoria), Ernst Ocwirk (Sampdoria → Austria), Harald Nielsen (Frederikshavn → Boloňa), Francesco Janich (Lazio → Boloňa), Juan Santisteban (Real Madrid → Benátky), Metin Oktay (Galatasaray → Palermo).

### Během sezony
Soutěž začala již v srpnu a skončila v půlce dubna kvůli MS 1962. Velmi dobře rozehrál ligu Inter, který byl zimním mistrem před Fiorentinou a Milánem. Naopak velmi špatně hrál obhájce titulu Juventus. V jarní části se ale Nerazzurri prošli krizí a po 24. kole přepustili 1. místo Fiorentině, které tam vydrželo tři kola. Poté je ve vedení vystřídal Milán a ten celkový osmí titul získal v předposledním kole. Nakonec měl o 5 bodů více než druhý Inter a na 3. místě skončila Fiorentina se ztrátou 7 bodů na mistra. Zklamáním byl naopak v Juventusu, které zaznamenalo výkonnostní kolaps v závěrečné fázi ligy, kde za posledních deset zápasů získalo pouhý bod a nakonec se umístilo na děleném 12. místě.
První klub, který si zajistil sestup bylo Udinese. A další dva kluby si sestup zajistilo v předposledním kole Lecco a Padova.

## Účastníci
| Klub              | Město     | Stadion                   | Trenér                                                                                          | Nejlepší střelec                       |
| ----------------- | --------- | ------------------------- | ----------------------------------------------------------------------------------------------- | -------------------------------------- |
| Benátky           | Benátky   | Stadio Pierluigi Penzo    | Carlo Alberto Quario                                                                            | Gino Raffin (11)                       |
| Atalanta          | Bergamo   | Stadio Comunale           | Ferruccio Valcareggi                                                                            | Humberto Maschio (11)                  |
| Boloňa            | Boloňa    | Stadio Comunale           | Fulvio Bernardini                                                                               | Ezio Pascutti, Marino Perani (11)      |
| Catania           | Catania   | Stadio Cibali             | Carmelo Di Bella                                                                                | Adelmo Prenna (7)                      |
| Fiorentina        | Florencie | Stadio Comunale           | Nándor Hidegkuti                                                                                | Aurelio Milani (22)                    |
| Inter             | Milán     | Stadio San Siro           | Helenio Herrera                                                                                 | Gerry Hitchens (16)                    |
| Juventus          | Turín     | Stadio Comunale di Torino | Július Korostelev + Gunnar Gren (1.–2. kolo) Carlo Parola + Július Korostelev                   | Omar Sívori (13)                       |
| Lanerossi Vicenza | Vicenza   | Stadio Romeo Menti        | Roberto Lerici (1.–23. kolo) Manlio Scopigno                                                    | Sergio Campana (5)                     |
| Lecco             | Lecco     | Stadio Rigamonti          | Angelo Piccioli (1.–18. kolo) Camillo Achilli                                                   | Beniamino Di Giacomo (14)              |
| Mantova           | Mantova   | Stadio Danilo Martelli    | Edmondo Fabbri                                                                                  | Angelo Sormani (16)                    |
| Milán             | Milán     | Stadio San Siro           | Nereo Rocco + Giuseppe Viani                                                                    | José Altafini (22)                     |
| Padova            | Padova    | Stadio Silvio Appiani     | Giacomo Mari (1.–19. + 21. kolo) Pietro Serantoni                                               | Emanuele Del Vecchio, Rudolf Kölbl (8) |
| Palermo           | Palermo   | Stadio La Favorita        | Leandro Remondini (1.–5. kolo) Leandro Remondini + Oscar Montez (6.–26. kolo) Leandro Remondini | Fernando (10)                          |
| Řím               | Řím       | Stadio Olimpico           | Luis Carniglia                                                                                  | Pedro Manfredini (14)                  |
| Sampdoria         | Janov     | Stadio Luigi Ferraris     | Eraldo Monzeglio (1.–28. kolo) Roberto Lerici                                                   | Sergio Brighenti (9)                   |
| SPAL              | Ferrara   | Stadio Comunale           | Luigi Ferrero (1.–3. kolo) Serafino Montanari                                                   | Silvano Mencacci (10)                  |
| Turín             | Turín     | Stadio Filadelfia         | Benjamín Santos                                                                                 | Denis Law (10)                         |
| Udinese           | Udine     | Stadio Moretti            | Luigi Bonizzoni (1.–9. kolo) Enzo Menegotti (10.–12. kolo) Alfredo Foni                         | Francesco Canella (10)                 |

## Tabulka
| Poř. | Tým               | Z  | V  | R  | P  | VG | OG | B  |
| ---- | ----------------- | -- | -- | -- | -- | -- | -- | -- |
| 1.   | Milán             | 34 | 24 | 5  | 5  | 83 | 36 | 53 |
| 2.   | Inter             | 34 | 19 | 10 | 5  | 59 | 31 | 48 |
| 3.   | Fiorentina        | 34 | 19 | 8  | 7  | 57 | 32 | 46 |
| 4.   | Boloňa            | 34 | 19 | 7  | 8  | 57 | 41 | 45 |
| 5.   | Řím               | 34 | 18 | 8  | 8  | 61 | 35 | 44 |
| 6.   | Atalanta          | 34 | 13 | 12 | 9  | 39 | 38 | 38 |
| 7.   | Turín             | 34 | 12 | 12 | 10 | 42 | 40 | 36 |
| 8.   | Palermo           | 34 | 13 | 9  | 12 | 30 | 35 | 35 |
| 9.   | Mantova           | 34 | 12 | 8  | 14 | 42 | 42 | 32 |
| 10.  | Sampdoria         | 34 | 9  | 12 | 13 | 32 | 40 | 30 |
| 11.  | Catania           | 34 | 9  | 12 | 13 | 30 | 45 | 30 |
| 12.  | Benátky           | 34 | 8  | 13 | 13 | 35 | 41 | 29 |
| 13.  | Juventus          | 34 | 10 | 9  | 15 | 48 | 56 | 29 |
| 14.  | Lanerossi Vicenza | 34 | 8  | 11 | 15 | 29 | 43 | 27 |
| 15.  | SPAL              | 34 | 9  | 9  | 16 | 30 | 50 | 27 |
| 16.  | Padova            | 34 | 7  | 9  | 18 | 29 | 49 | 23 |
| 17.  | Lecco             | 34 | 6  | 11 | 17 | 30 | 53 | 23 |
| 18.  | Udinese           | 34 | 6  | 5  | 23 | 37 | 63 | 17 |

Poznámky
- Z = Odehrané zápasy; V = Vítězství; R = Remízy; P = Prohry; VG = Vstřelené góly; OG = Obdržené góly; B = Body
- za výhru 2 body, za remízu 1 bod, za prohru 0 bodů.
- při rovnosti bodů rozhodovalo skóre

|  | Mistr ligy a přímý postup do poháru PMEZ 1962/63 |
|  | Přímý postup do VP 1962/63                       |
|  | Sestup do Serie B                                |

## Statistiky

### Výsledková tabulka
|            | Atalanta | Benátky | Boloňa | Catania | Fiorentina | Inter | Juventus | L. Vicenza | Lecco | Mantova | Milán | Padova | Palermo | Řím | Sampdoria | SPAL | Turín | Udinese |
| ---------- | -------- | ------- | ------ | ------- | ---------- | ----- | -------- | ---------- | ----- | ------- | ----- | ------ | ------- | --- | --------- | ---- | ----- | ------- |
| Atalanta   | –        | 0:1     | 2:1    | 3:0     | 0:0        | 2:3   | 3:1      | 0:1        | 1:1   | 0:2     | 0:2   | 0:0    | 2:2     | 0:0 | 2:0       | 1:1  | 2:0   | 2:1     |
| Benátky    | 0:1      | –       | 1:1    | 2:2     | 0:1        | 1:1   | 3:0      | 2:0        | 2:0   | 4:3     | 2:1   | 0:0    | 1:0     | 1:3 | 1:3       | 2:2  | 0:1   | 2:1     |
| Boloňa     | 0:0      | 1:1     | –      | 3:1     | 0:3        | 0:2   | 2:2      | 2:0        | 1:0   | 3:0     | 1:0   | 4:1    | 1:0     | 3:1 | 2:1       | 2:0  | 2:1   | 2:1     |
| Catania    | 2:1      | 1:1     | 1:1    | –       | 3:1        | 0:2   | 2:0      | 2:0        | 1:0   | 2:1     | 1:3   | 0:0    | 0:0     | 1:1 | 2:0       | 0:0  | 0:1   | 2:0     |
| Fiorentina | 0:1      | 2:0     | 1:0    | 0:0     | –          | 4:1   | 1:0      | 0:1        | 2:0   | 1:0     | 5:2   | 3:1    | 2:0     | 1:1 | 0:0       | 5:1  | 2:0   | 5:2     |
| Inter      | 6:0      | 0:0     | 6:4    | 1:1     | 4:1        | –     | 2:2      | 2:1        | 3:0   | 2:0     | 1:3   | 2:1    | 1:0     | 0:1 | 1:1       | 2:1  | 0:0   | 2:0     |
| Juventus   | 1:1      | 1:0     | 2:3    | 1:0     | 0:0        | 2:4   | –        | 2:0        | 2:2   | 1:1     | 2:4   | 4:0    | 2:4     | 1:0 | 0:1       | 2:1  | 0:1   | 2:3     |
| L. Vicenza | 0:1      | 1:1     | 0:1    | 3:0     | 1:1        | 1:1   | 1:0      | –          | 0:0   | 1:2     | 0:3   | 1:0    | 2:2     | 0:1 | 1:1       | 1:0  | 1:1   | 2:2     |
| Lecco      | 0:1      | 4:1     | 2:2    | 3:1     | 3:2        | 0:1   | 2:2      | 0:3        | –     | 1:0     | 2:2   | 0:0    | 2:1     | 0:1 | 1:1       | 0:0  | 1:1   | 2:1     |
| Mantova    | 3:1      | 1:0     | 2:5    | 1:1     | 0:0        | 1:1   | 0:1      | 1:1        | 3:0   | –       | 1:2   | 1:0    | 2:0     | 2:1 | 2:0       | 2:0  | 2:2   | 2:0     |
| Milán      | 2:2      | 1:0     | 3:0    | 3:0     | 5:2        | 0:2   | 4:1      | 4:1        | 3:0   | 1:0     | –     | 4:0    | 3:0     | 3:1 | 2:3       | 4:1  | 4:2   | 4:3     |
| Padova     | 1:1      | 1:1     | 1:2    | 3:1     | 1:2        | 0:2   | 2:1      | 2:0        | 3:1   | 1:1     | 1:1   | –      | 0:0     | 0:3 | 1:0       | 3:2  | 0:3   | 4:0     |
| Palermo    | 1:0      | 1:0     | 1:0    | 0:0     | 0:1        | 1:0   | 0:0      | 1:0        | 1:0   | 1:1     | 0:0   | 1:0    | –       | 0:0 | 3:1       | 1:3  | 1:0   | 1:3     |
| Řím        | 3:1      | 1:0     | 1:2    | 4:0     | 1:0        | 2:3   | 3:3      | 1:1        | 2:0   | 4:2     | 0:1   | 3:1    | 5:2     | –   | 1:0       | 4:1  | 2:2   | 4:0     |
| Sampdoria  | 1:1      | 0:2     | 0:2    | 4:1     | 1:3        | 0:0   | 2:3      | 3:0        | 2:1   | 1:0     | 1:3   | 1:0    | 0:2     | 1:0 | –         | 0:0  | 2:0   | 2:2     |
| SPAL       | 0:1      | 1:1     | 1:2    | 1:0     | 1:1        | 1:0   | 0:3      | 1:0        | 0:0   | 2:1     | 0:3   | 2:1    | 0:2     | 1:2 | 1:1       | –    | 1:0   | 1:2     |
| Turín      | 1:1      | 4:2     | 2:1    | 1:1     | 0:2        | 0:0   | 1:3      | 3:3        | 2:1   | 2:1     | 1:1   | 1:0    | 3:0     | 1:1 | 0:0       | 1:0  | –     | 1:2     |
| Udinese    | 1:2      | 0:0     | 1:1    | 0:1     | 2:3        | 0:1   | 2:1      | 0:1        | 5:1   | 0:1     | 0:1   | 1:0    | 0:1     | 1:3 | 1:3       | 1:2  | 1:3   | –       |

### Střelecká listina
| Pořadí | Jméno                | Klub       | Branky |
| ------ | -------------------- | ---------- | ------ |
| 1.     | José Altafini        | Milán      | 22     |
| 1.     | Aurelio Milani       | Fiorentina | 22     |
| 3.     | Gerry Hitchens       | Inter      | 16     |
| 3.     | Angelo Sormani       | Mantova    | 16     |
| 5.     | Kurt Hamrin          | Fiorentina | 15     |
| 6.     | Beniamino Di Giacomo | Lecco      | 14     |
| 6.     | Pedro Manfredini     | Řím        | 14     |
| 8.     | Omar Sívori          | Juventus   | 13     |
| 9.     | Ezio Pascutti        | Boloňa     | 11     |
| 9.     | Humberto Maschio     | Atalanta   | 11     |
| 9.     | Marino Perani        | Boloňa     | 11     |
| 9.     | Luis Suárez          | Inter      | 11     |
| 9.     | Gino Raffin          | Benátky    | 11     |

## Vítěz
| Serie A Vítěz pro rok 1961/62 |
| ----------------------------- |
| AC Milán                      |
|                               |